# ریکی آلوارز
ریکاردو گابریل "ریکی" آلوارز (اسپانیایی: Ricardo Gabriel "Ricky" Álvarez‎؛ زاده ۱۲ آوریل ۱۹۸۸) بازیکن فوتبال اهل آرژانتین است.

## افتخارات

### باشگاهی
ولز سارسفیلد
- لیگ برتر فوتبال آرژانتین: ۲۰۱۱

اینتر میلان
- سوپر جام فوتبال ایتالیا: نایب قهرمان ۲۰۱۱[۲]

### ملی
- جام جهانی فوتبال: نایب قهرمانی ۲۰۱۴[۳]